# Bénonces

Bénonces este o comună în departamentul Ain din estul Franței.